# شورش حسن خان سالار
شورش حسن خان سالار شورشی بود که از ۱۸۴۶ تا ۱۸۵۰ در خراسان روی داد. در نتیجه جنگ قدرت در دربار قاجار آغاز شد. یکی از دسته‌ها توسط حسن خان سالار در خراسان تجلی یافت. شورش سالار در پی افزایش نفوذ بهمن میرزا و ادعای قدرت او بود.
نیمه اول شورش او در سال ۱۸۴۶ آغاز شد و در ابتدا بسیار موفق بود و حمایت قبایل شورشی ترکمن و کردهای شادلو را که مدتها از حکومت قاجار متنفر بودند به دست آورد. با این حال، سالار در اوت ۱۸۴۷ در میامی نزدیک بسطام شکست خورد و مجبور شد ابتدا به آخال و سپس به سرخس فرار کند. این به بخش اول شورش پایان داد. اما با مرگ محمدشاه قاجار در ۴ سپتامبر ۱۸۴۸، سالار توانست با حمایت مردم مشهد را تصرف کند و سپس کنترل خود را بر اکثر مناطق خراسان گسترش داد. با عروج ناصرالدین شاه قاجار در ۲۰ اکتبر، توجه بیشتر به سرکوب این شورش معطوف شد. پس از تصرف چند شهر در بهار ۱۸۴۹، نیروهای دولتی مشهد را محاصره کردند و در بهار ۱۸۵۰ آن را فرو ریختند. سالار اندکی بعد اعدام شد.

## پیش‌زمینه

### رقابت در دربار
پس از سپتامبر ۱۸۴۵، محمدشاه قاجار از نظر جسمی ضعیف شد و شایعاتی مبنی بر مرگ محمدشاه منتشر شد. این امر منجر به تجزیه دربار قاجار به چند دسته شد که با یکدیگر می‌جنگیدند. یک دسته به رهبری الله یارخان آصف الدوله، عموی محمدشاه و والی خراسان بود. ویحاجی میرزا آقاسی، وزیر اعظم، را تحقیر می‌کرد و می‌خواست سِمَت او را به دست گیرد. او شکست خورد و به این ترتیب، به فکر شورش افتاد. پسر آصف الدوله، حسن خان سالار، از خودش ایده گرفت و قصد داشت خراسان را برای خود تصرف کند. محمد یوسف می‌گوید: «حسن خان سالار پسر آصف الدوله که مادرش نبیره خاقان، فتحعلی شاه بود، به فکر قیام افتاد و چندین بار این سخن را به زبان می‌آورد:
من از این نوع زندگی شرمنده ام. این که من سالار (رهبر) باشم و مانند یک برده رفتار کنم. -حسن خان سالار»

### وضعیت ناآرام در خراسان
در همین زمان ترکمن‌های تکه با حمایت طایفه جلایری حاکم کلات نادری که از آغاز حکومت قاجار بر خراسان مستقل باقی مانده بودند، به اطراف مشهد یورش بردند. جعفر قلی خان شادلو، رئیس کردهای شادلو نیز در یورش به اطراف مشهد کمک کرد. آصف الدوله چند حمله تلافی‌جویانه فرستاد اما آنها کاری نکردند که خان را دلسرد کند.
کلات نادری سرانجام در نیمه اول سال ۱۸۴۶ توسط حسن خان سالار فتح شد این امر به نفع آصف الدوله بود اما نه برای شاه، زیرا او تهدیدی برای حکومت قاجار در خراسان شده بود و حاجی میرزا آقاسی قصد داشت برای تقویت اقتدار شاه به آنجا نیرو بفرستد. جعفر قلی خان شادلو اما همچنان حاضر به تسلیم شدن به شاه و حضور در تهران نشد.
در اواخر تابستان ۱۸۴۶ آصف الدوله با حمایت محمد یوسف بن مالک قاسم میرزا و شاه پسندخان لاش و جوین قصد حمله به هرات و خلع یارمحمدخان را داشت. با این حال، آغاسی از تصویب این طرح خودداری کرد و آن را تلاشی برای آصف الدوله برای کسب قدرت بیشتر دانست.

### برنامه‌ریزی
سالار به فکر تشکیل ارتش ایلی برای فتح خراسان و بیرون راندن قاجارها با پایگاه کلات افتاد. او با خانوادهٔ جعفرقلی خان شادلو پیمان ازدواج تشکیل داد. آصف الدوله ابتدا از پسرش حمایت می‌کرد اما در سال ۱۸۴۷ زمانی که سالار شروع به گرفتن پول از خزانه آصف الدوله برای پرداخت هزینه سربازان کرد، نظرش تغییر کرد.
آصف الدوله موفق شد شاه را متقاعد کند که حسن خان سالار را والی خراسان کند و خود را به سمت قَیّم مشهد منصوب کند. با این حال، هنگامی که شاه این درخواست‌ها را برآورده کرد، آصف الدوله شروع به سرکوب کسانی کرد که مستقیماً با شاه بیعت کردند و دستور اعدام محمدحسن خان، والی ناحیه ناردین، را صادر کرد.
این آخرین هشدار بود و به آصف الدوله دستور داده شد که عازم تهران شود. او علاوه بر انجام این کار، ۴۰۰۰۰۰ تومان با خود برد. میرزا محمد خان به عنوان جانشین برای حکومت در مشهد فرستاده شد. والی بسطام، سلیمان خان، یک نیروی ۶۰۰ نفری (متشکل از ۵۰۰ تفنگدار، ۱۰۰ سواره و ۲ توپخانه) به همراه میرزا محمدخان به عنوان گارد محافظت فرستاد. میرزا محمدخان سپس به سالار پیوست و در شورش علیه شاه به او پیوست.

## جنگ

### مرحله اول درگیری

#### موفقیت‌های اولیه
جعفرقلی خان شادلو و حسن خان سالار به کلات لشکر کشی کردند و آنجا را تصرف کردند. چون خبر به آصف الدوله رسید، از آبروی خود ترسید و برای زیارت مکه گریخت. بعدها به کربلا تبعید شد. سالار سپس به سمت سبزوار حرکت کرد و این مکان را نیز گرفت. ابراهیم خلیل خان را با شش هزار نفر از تهران برای سرکوبی شورش به خراسان فرستادند. در ۲۲ اوت ۱۸۴۷ به بسطام رسید و با والی بسطام مشورت کرد.

#### شکست و فرار سالار
قرار بود ابراهیم خلیل خان با جعفر قلی خان شادلو روبرو شود و در صورت شکست به سمت بسطام عقب‌نشینی کند. ابراهیم در چندین جنگ جعفر را شکست داد و آنها را مجبور به عقب‌نشینی کرد. اندکی بعد سالار با ۲۴–۲۵۰۰۰ نفر به مزینان رسید و ۱۰۰۰ سوار را برای کمک به جعفرقلی خان شادلو فرستاد. محمد قلی خان با ۴ فوج و ۱۰ توپ به دامغان رسید و به کمک ابراهیم خلیل خان لشکر کشید. ۱۲۰۰۰ سوار خراسانی به اردوگاه محمدعلی خان حمله غافلگیرانه کردند اما شکست خوردند و به اردوگاه سالار در میامی گریختند. در این هنگام سالار متوجه شد که شکست خورده است و هنگامی که سربازان قاجار نیروهای او را تکه‌تکه کردند، همراه با هوادارانش به جوین گریختند و قصد داشتند در کلات پناه بگیرند و پسرش امیر اصلان خان را با ثروت خود به آنجا فرستادند. با این حال، مردم کلات از اشغال شادلو در قلمرو خود متنفر بودند، بنابراین شورش کردند و از اجازه ورود امیر اصلان خان خودداری کردند. حمزه میرزا به بجنورد رسید و محمدعلی خان ماکویی را به حکومت این ناحیه منصوب کرد. سپس همراه ابراهیم خلیل خان به مشهد لشکر کشید و در مهرماه به آنجا رسید. به گفته هدایت، قائن مدت کوتاهی پس از آن مجدداً تحت کنترل دولت قرار گرفت، اما نوئل کریمی پیشنهاد می‌کند که به احتمال زیاد امیردوم خزیمه توانسته است تا زمان ظهور مجدد سالار در اواخر سال ۱۸۴۸ آزاد بماند

### حملات مجدد
سالار سپس به بجنورد گریخت، با اینکه دژ شادلو بود اما مردم در مقابل سالار قرار گرفتند و سرانجام سالار به همراه جعفرقلی خان شادلو به آخال گریخت. قره اوغلان آن بایگی، رئیس ترکمن‌های توقتمیش آنجا، حاضر شد از او حمایت کند، زیرا چهل هزار تومان با خود آورده بود و به ترکمن‌ها پیشنهاد داد. آنها سپس با ۱۰۰۰۰ سوار به سمت بجنورد حرکت کردند، زیرا محمدعلی خان ماکویی نسبت به مردم ظلم کرده بود و مردم از سالار استقبال کردند. حمزه میرزا چون این خبر را شنید زعفرانلو ایلخانی را والی بجنورد کرد و همراه محمد والی خان قجاق نایب به آنجا لشکر کشید. سالار و یارانش فرار کردند و حمزه میرزا امیدوار بود که برف مانع از فرار آنها شود تا بتواند آنها را در هم بکوبد. حمزه میرزا سپس به مانه رفت و ۴۰ روز در آنجا اردو زد. در ۱۳ دسامبر ۱۸۴۷ جعفرقلی خان سعی کرد به اردوگاه حمزه میرزا در مانه یورش برد، اما این یورش ناموفق بود. تنها دستاورد این نبرد، دستگیری لطفعلی خان بیغیری، فرمانده قلعه خان بود. او پس از یورش به آخال فرستاده شد.

### فرار به سرخس
در زمستان 1847-1848 سالار ترکمن‌ها را ترک کرد (ظاهراً به دلیل درگیری‌های داخلی بین توقوتمش و آقتمش) و به رئیس سرخس، آراد خان توقتمیش سرخسی گریخت. سپس جعفرقلی خان در گرگان کمین کرد و حمزه میرزا را وادار کرد که یک نیروی افشار و خراسانی به رهبری عبدالله خان افشار سایین قلعه اعزام کند. این نیرو جعفر قلی خان شادلو را شکست داد و باعث شد که او به امید حمایت از یارمحمدخان الکوزی به هرات فرار کند. حمزه میرزا سپس لشکرکشی را علیه ترکمن‌های آخال و گرگان به راه انداخت و بنا بر گزارش‌ها هر روز ۱۷ فرسنگ پیشروی می‌کرد و ۳۰۰ ترکمن را اسیر می‌کرد. به اصرار میر سعد الله فندراسکی در سملقان اسکان داده شدند. اندکی پس از این، حسن خان سالار با هشت هزار نفر به مشهد لشکر کشید، اما در کال یاقوتی، حومه مشهد، شکست خورد. سپس سالار در قره‌بقاعه (۵ فرسنگ از مشهد) شکست خورد و ترکمن‌های سرخس فرار کردند.

### مرحله دوم درگیری

#### شورش مشهد و مرگ محمدشاه
حمزه میرزا مریض شده بود و خلاء قدرت در مشهد به وجود آمد. میرزا محمدخان از این امر برای ایجاد اتحاد با رهبران محلی و تحریک مردم مشهد به شورش علیه قاجارها استفاده کرد. در همان زمان، سپاهیان قاجار در مشهد (به ویژه گروهان‌های ترک و همدان) به مردم محلی آسیب رسانده بودند و به‌طور فزاینده ای در داخل شهر منفور شده بودند. نفرت مردم شهر سرانجام در ۲۵ اوت ۱۸۴۸ با حمایت علمای محلی شعله‌ور شد. مردم مأموران و سربازان حکومتی (به گفته مجتهدزاده حدود ۷۰۰ نفر) را قتل‌عام کردند و حمزه میرزا را در ارگ محاصره کردند. وقتی حسن خان سالار از این موضوع آگاه شد، با دو هزار ترکمن به مشهد لشکر کشید. روستاهایی تا ۱۰ فرسنگ دورتر از مشهد به سالار پیوستند و جمعیت از او و جعفرقلی خان شادلو تازه بازگشته استقبال کردند. مرگ محمد شاه قاجار در ۴ شهریور فقط اوضاع را بدتر کرد. تدارکات حمزه میرزا شروع به تحلیل شدن کرد.

### مداخلهٔ یارمحمدخان الکوزی
خوشبختانه حمزه میرزا به زودی از مخمصه نجات یافت. حاکم هرات، یارمحمد خان الکوزی، از بیرون طرفدار حسن خان سالار به نظر می‌رسید. او حتی از جعفرقلی خان شادلو محافظت کرده بود. هر دو طرف از یارمحمد حمایت کرده بودند. سرانجام یارمحمد با ۲۰۰۰ نیرو یا ۱۹۰۰۰ پیاده و سوار و ۴ قبضه توپ به مشهد لشکر کشید.مجتهد مشهد سعی کرد حمزه میرزا را به دلیل سنی بودن از کمک گرفتن از افغانستان منصرف کند، اما حمزه میرزا درخواست او را رد کرد.
دو روایت از وقایع مشهد وجود دارد. روایت اول توسط محمد یوسف روایت می‌شود. یوسف بیان می‌کند که افغان‌ها وارد شهر شدند و سپاهیان سالار رفتند. نیروهای قاجار که هنوز در ارگ مشهد بودند، نیروهای خود را در مقابل افغان‌ها قرار دادند. سپس یارمحمد از اشراف هرات پرسید که کدام طرف را انتخاب کند. یکی از آنها سخنرانی کرد و به افغان‌ها پیشنهاد داد که طرف دولت باشند و سربازان سالار را شلیک کنند. یارمحمد از این امر متقاعد شد و با کمک نیروهای حمزه میرزا در ارگ شروع به حمله مشترک به افغان‌ها کرد.
روایت دیگر که فیض محمد نقل می‌کند می‌گوید که جعفرقلی خان شادلو یارمحمد را متقاعد کرد که برای کمک به سالار به مشهد حرکت کند. اما نامه ای به حمزه میرزا فرستاد و گفت که برای کمک به او آمده و به طرف سالار نمی‌پیوندد. اختلاف بر سر محل اردوی ارتش افغانستان و زمانی که شایعه اتحاد حمزه میرزا و یارمحمد منتشر شد، سالار به یارمحمد هشدار داد که اگر بخواهد با قاجارها در ارگ ارتباط برقرار کند، از زور برای جلوگیری از آن استفاده خواهند کرد. یارمحمد سپس جعفرقلی خان شادلو را دستکاری کرد و مدعی شد : «ابتدا باید به ارگ بروم و آن را تصرف کنم. فقط در این صورت است که می‌توانم با خیال راحت وارد شهر شوم. ” جعفرقلی خان رضایت داد و گرچه مردم مشهد سعی کردند از پیوند حمزه میرزا و یارمحمد جلوگیری کنند اما در نهایت در این تلاش ناکام ماندند. یارمحمد توانست جعفرقلی خان را اسیر کند.
با این حال، اعضای این اتحاد چند روز بعد با ۷۰۰ کشته و ۳۰۰ زخمی دچار مشکل شدند و مشخص شد که وضعیت آنها در شهر غیرقابل حفظ است. حمزه میرزا و یارمحمد به هرات عقب‌نشینی کردند تعدادی از سربازان زنده مانده موفق به فرار به تهران شدند. یارمحمدخان نیز در تلاش برای بیرون راندن شورشیان، جم و خواف را اشغال کرد. حمزه در نزدیکی غوریان از اواسط اواخر دسامبر ۱۸۴۸ تا اواخر فوریه 1849 یا اواخر مارس - اوایل آوریل ۱۸۴۹ زمستان می‌گذرد. جعفرقلی خان در راه به آنجا پیشنهاد داد که او را آزاد کنند و در عوض به آنها کمک کند تا عقب‌نشینی کنند. هنگامی که جعفرقلی خان آزاد شد اما به وعده خود عمل نکرد، حمزه میرزا و یارمحمدخان الکوزی استحکامات مشهد را ویران کردند و توپخانه را از کار انداختند. هنگامی که به جم رسیدند، قلعه فریمان را محاصره کردند، زیرا فرمانده بهادرخان، چند تن از افراد یارمحمدخان را در راهپیمایی خود به سوی مشهد اسیر کرده بود. در ۱۵ نوامبر ۱۸۴۸ او تسلیم شد و موافقت کرد که ارتش در حال عقب‌نشینی را تأمین کند.

### فرار و ضدحملهٔ قاجار
حسن خان سالار با خروج حمزه میرزا توانست قدرت خود را به شدت گسترش دهد. سبزوار، ترشیز، جوین، بجنورد، قائن، اسفراین و تربت حیدریه را فتح کرد. امیر اسدالله خان قائن دید که نیروهایش دیگر نمی‌توانند از منطقه در برابر سالار دفاع کنند. او به جای مجازات نیروهای قاجار به هرات گریخت. پسر امیراسدالله خان، علم خان، برای مدت کوتاهی اسیر شد اما بعداً توانست نزد پدرش در هرات بگریزد. سلطنت سالار بر قائن ظالمانه بود و عالمی که با اسدالله خان روابط دوستانه داشت، به دلیل اینکه در خطبه‌های خود به تبلیغ اسدالله خان ادامه می‌داد، با تفنگ کشته شد. نیشابور در زمان امام وردی خان بیات با وجود اینکه سالار فشار زیادی بر شهر وارد می‌کرد، مقاومت کرده بود. با تاجگذاری ناصرالدین در ۲۹ اکتبر، تهران در تشویش برای حل مناقشه بود. سلطان مراد میرزا با نیروی ۷۰۰۰ و ۴ توپ برای فتح مجدد خراسان اعزام شد. یارمحمد ۱۰۰۰ نیرو به فرماندهی جبارخان الکوزی برای کمک به مرادمیرزا فرستاد. در نتیجه او مورد لطف شاه قرار گرفت و ناصرالدین به نشانه کمک به هراتی‌ها ۴ توپ داد. یارمحمد نیز لقب ظهیرالدوله را دریافت کرد.
نیروهای سلطنتی برای کمک به کردهای زعفرانلو وابسته بودند، زیرا اواسط زمستان بود. اما جعفرقلی خان شادلو از خشم دولت هراس داشت و تسلیم قاجارها شد. وی در ۲۵ ژانویه ۱۸۴۹ خراسان را به مقصد تهران ترک کرد. بسیاری از خان‌های دیگر نیز فرار کردند. در ماه فوریه حسن خان سالار کنترل قاین، ترشیز، تربت حیدری و جوین را از دست داد. سالار تلاش کرد تا نیروی قاجار را در جوین متوقف کند، اما شکست خورد و ۲۰۰ نفر از افرادش در این نبرد کشته شدند. اندکی پس از این، سبزوار که اندکی قبل از جنگ جوین محاصره شده بود، در ۱۸ اسفند تصرف شد میرزا محمد خان اسیر شد. بنا بر گزارش‌ها، نیروهای قاجار در جریان محاصره سبزوار دست به جنایاتی زدند که جزم بیشتر مردم مشهد برای مقاومت در برابر نیروهای دولتی را تقویت می‌کرد. سلطان مراد میرزا سپس به نیشابور لشکر کشید و در ۳۰ اسفند به این شهر رسید امام وردی خان بیات از سلطان مراد میرزا در نیشابور استقبال کرد.

### محاصره مشهد و اعدام سالار

#### تلاش برای مذاکره
دربار شاه، علی خان زنگنه را برای مذاکره با حسن خان سالار به مشهد فرستاد. گفته می‌شود زنگنه به سالار ۹۵۰۰۰ تومان و در صورت تسلیم بی قید و شرط استانداری همدان، زنجان و قزوین را پیشنهاد داده است. اما حسن خان سالار از تسلیم بی قید و شرط خودداری کرد و مذاکره را غیرممکن کرد. او همچنین از حمایت قبایل منطقه ای افشار، ترکمن و هزاره برخوردار بود. همان‌طور که قبلاً ذکر شد، مردم مشهد به دلیل ستم دیدن از حانب دولت مرکزی، به سالار وفادار بودند. بر اساس گزارش‌ها، حتی گدایان نیز در طول محاصره برای دفاع از شهر در برابر نیروهای دولتی مسلح می‌شدند. سلطان مراد میرزا نواب معظم سلیمان خان دره خبری را برای تصرف کلات فرستاد و او به سمت مشهد حرکت کرد و در ماه ژوئن آن را محاصره کرد. ۱۰۰۰۰ نفر از نیروهای سالار برای نبرد با آنها به میدان رفتند اما به شدت شکست خوردند و به داخل شهر عقب‌نشینی کردند.

#### تصرف مشهد
یروهای حسن خان سالار پی‌درپی شکست خوردند. سربازان او پولی نداشتند و به همین دلیل سالار تصمیم گرفت حرم امام رضا را غارت کند تا با مصادره کردن زیورآلات خرج سربازانش را بدهد؛ بنابراین در اکتبر ۱۸۴۹ چنین کرد و ۲۲۰۰۰ تومان به دست او افتاد. این اقدام او را به‌طور فزاینده ای در شهر منفور کرد. او علمای مشهد را نیز به دلیل اینکه فتوایی در تأیید عملکرد او صادر نکرده بودند، به زندان انداخت. نیروهای سالار نیز جنایاتی را علیه مردم محلی مرتکب شدند. آنها اموال مردم محلی را دزدیدند، به زنان تجاوز کردند و شهروندان را به بردگان ترکمن فروختند. دو لشکر دیگر قاجار به دیوارهای مشهد رسیدند و در این زمان مردم از سالار خسته شده بودند. در ۱۳ مارس یا ۲۳ مارس ۱۸۵۰، مشهد به قاجارها تسلیم شد و به شورش ۴ ساله حسن خان سالار پایان داد. حسن خان سالار، پسرش امیر اصلان خان و برادر سالار، محمدعلی خان قاجار دیولو در ۲۹ آوریل اعدام شدند. میرزا محمد خان در ۲۱ اردیبهشت اعدام شد سلطان مراد میرزا به دلیل سرکوب شورش لقب حسام السلطنه را به خود اختصاص داد.